# لويز هندرسون
لويز هندرسون (بالإنجليزية: Louise Henderson)‏ هي رسامة نيوزيلندية، ولدت في 21 أبريل 1902 في باريس في فرنسا، وتوفيت في 27 يونيو 1994 في أوكلاند في نيوزيلندا.